# Antonio Mercero
Antonio Mercero Juldain (Lasarte-Oria, 1936. március 7. – Madrid, 2018. május 12.) nemzetközi Emmy-díjas (1972) spanyol film- és televíziós rendező, forgatókönyvíró.

## Fontosabb filmjei
- Trotin Troteras (1962, rövidfilm, forgatókönyvíró is)
- Leccion de arte (1962, rövidfilm, forgatókönyvíró is)
- Tajamar (1970, dokumentum-rövidfilm)
- A telefonfülke (La cabina) (1972, tv-rövidfilm, forgatókönyvíró is)
- Manchas de sangre en un coche nuevo (1975, forgatókönyvíró is)
- La Guerra de papa (1977, forgatókönyvíró is)
- Tobi (1978, forgatókönyvíró is)
- Tengerparti nyár (Verano azul) (1981–1982, 19 epizód, forgatókönyvíró is hat epizódban)
- Espérame en el cielo (1988, forgatókönyvíró is)
- Don Juan, mi querido fantasma (1990, forgatókönyvíró is)
- La hora de los valientes (1998, forgatókönyvíró is)
- A negyedik emelet(Planta 4ª) (2003, forgatókönyvíró is)
- ¿Y tú quién eres? (2007, forgatókönyvíró is)